# Primera Divisió (2024/2025)
Primera Divisió (2024/2025) (zwana jako Lliga Multisegur Assegurances ze względów sponsorskich) – 30. edycja najwyższej klasy rozgrywkowej piłki nożnej w Andorze.
Brało w niej udział 10 drużyn, które w okresie od 14 września 2024 do 18 maja 2025 rozegrały 27 kolejek meczów.
Sezon zakończył baraż o miejsce w przyszłym sezonie w Primera Divisió.
Obrońcą tytułu była drużyna UE Santa Coloma. Mistrzostwo po raz czwarty w historii zdobyła drużyna Inter Club d’Escaldes.

## Drużyny
| Uczestnicy poprzedniej edycji | Uczestnicy poprzedniej edycji | Uczestnicy poprzedniej edycji | Uczestnicy poprzedniej edycji |
| --- | ----------------------------- | ----------------------------- | ----------------------------- |
| SUE | UE Santa Coloma               | Santa Coloma                  | 1                             |
| INT | Inter Club d’Escaldes         | Escaldes-Engordany            | 2                             |
| ATL | Atlètic D'Escaldes            | Escaldes-Engordany            | 3                             |
| SFC | FC Santa Coloma               | Santa Coloma                  | 4                             |
| PEN | Penya Encarnada               | Andora                        | 5                             |
| ORD | FC Ordino                     | Ordino                        | 6                             |
| PAS | Pas de la Casa                | Pas de la Casa                | 7                             |
| ESP | Esperança d’Andorra           | Andora                        | 8                             |
| Awans z Segona Divisió |                               |                               |                               |
| ELB | La Massana                    | La Massana                    | 1                             |
| po barażach |                               |                               |                               |
| RAN | FC Rànger's                   | Andora                        | 2                             |
| Oznaczenia: - kolumna pierwsza – skróty nazw drużyn, - kolumna trzecia – siedziba klubu, - kolumna czwarta – miejsce zajęte w poprzednim sezonie. |                               |                               |                               |

## Format rozgrywek
Format ligi uległ zmianie, została ona powiększona o dwa zespoły. Dziesięć uczestniczących drużyn gra ze sobą trzykrotnie.
Zwycięzca ligi zostaje mistrzem Andory i kwalifikuje się do rundy wstępnej Ligi Mistrzów UEFA.
Drużyna, która zajmie drugie miejsce i zdobywca Pucharu Andory, kwalifikują się do I rundy kwalifikacyjnej Ligi Konferencji UEFA.
W przypadku zdobycia pucharu przez drużynę, która zapewniła sobie grę w europejskich pucharach, awans otrzymuje trzecia drużyna rozgrywek.
Do niższej ligi spada bezpośrednio ostatnia drużyna, a przedostatnia rozegra baraż z drugą drużyną z niższej ligi.

## Tabela
| Lp. | Drużyna                      | M  | Z  | R | P  | B+ | B–  | +/– | Pkt | Kwalifikacja lub spadek                        |
| --- | ---------------------------- | -- | -- | - | -- | -- | --- | --- | --- | ---------------------------------------------- |
| 1   | Inter Club d’Escaldes (M, P) | 27 | 18 | 8 | 1  | 84 | 19  | +65 | 62  | Liga Mistrzów UEFA • I runda kwalifikacyjna    |
| 2   | Atlètic Club d’Escaldes      | 27 | 16 | 8 | 3  | 70 | 22  | +48 | 55  | Liga Konferencji UEFA • I runda kwalifikacyjna |
| 3   | FC Santa Coloma              | 27 | 16 | 4 | 7  | 42 | 28  | +14 | 52  | Liga Konferencji UEFA • I runda kwalifikacyjna |
| 4   | UE Santa Coloma              | 27 | 14 | 7 | 6  | 56 | 24  | +32 | 49  |                                                |
| 5   | Rànger's                     | 27 | 13 | 9 | 5  | 59 | 20  | +39 | 48  |                                                |
| 6   | Ordino                       | 27 | 9  | 6 | 12 | 32 | 48  | −16 | 33  |                                                |
| 7   | Penya Encarnada              | 27 | 9  | 7 | 11 | 32 | 43  | −11 | 30  |                                                |
| 8   | Pas de la Casa               | 27 | 8  | 5 | 14 | 35 | 36  | −1  | 29  |                                                |
| 9   | Esperança d’Andorra (B, O)   | 27 | 1  | 4 | 22 | 14 | 92  | −78 | 7   | baraże o Primera Divisió                       |
| 10  | La Massana (S)               | 27 | 1  | 2 | 24 | 10 | 102 | −92 | 5   | spadek do Segona Divisió                       |

1. ↑  ⇒ Atlètic Club d’Escaldes został ukarany utratą 3 punktów za nie rozegranie meczu pierwszej kolejki z Penya Encarnada, brak kompletu zawodników[1].
 ⇒ Atlètic po odwołaniu odzyskał utracone punkty[2].
2. ↑  Penya Encarnada została ukarana utratą 3 punktów za nie rozegranie meczu pierwszej kolejki z Atlètic Club d’Escaldes, brak kompletu zawodników[1].

## Wyniki
| Gospodarz \ Gość        | ACE | ESP | INT | MAS | ORD | PAS | PEN | RAN | SFC | SUE | ACE | ESP | INT | MAS | ORD | PAS | PEN | RAN | SFC | SUE |
| ----------------------- | --- | --- | --- | --- | --- | --- | --- | --- | --- | --- | --- | --- | --- | --- | --- | --- | --- | --- | --- | --- |
| Atlètic Club d’Escaldes |     | 5–1 | 3–1 | 3–1 | 4–0 | 3–2 | 6–1 | 3–1 | 4–2 | 0–0 |     |     |     |     | 4–0 |     | 1–0 |     | 0–0 | 2–0 |
| Esperança d’Andorra     | 0–5 |     | 0–3 | 1–0 | 2–2 | 0–2 | 1–2 | 0–7 | 0–2 | 0–5 | 0–5 |     | 0–7 |     |     | 0–1 |     | 1–1 |     | 0–4 |
| Inter Club d’Escaldes   | 0–0 | 9–1 |     | 6–1 | 3–0 | 3–0 | 5–1 | 0–0 | 2–0 | 3–2 | 0–0 |     |     | 9–0 |     |     | 3–2 |     | 1–0 | 3–0 |
| La Massana              | 0–6 | 1–1 | 0–6 |     | 0–3 | 0–4 | 1–3 | 0–4 | 0–4 | 0–6 | 0–4 | 5–0 |     |     |     | 0–5 | 0–0 |     | 1–4 |     |
| Ordino                  | 2–2 | 3–1 | 0–4 | 2–1 |     | 2–1 | 0–1 | 2–1 | 0–1 | 0–2 |     | 1–1 | 0–4 | 5–1 |     |     |     | 0–2 |     | 1–3 |
| Pas de la Casa          | 2–2 | 1–0 | 1–1 | 4–0 | 1–2 |     | 0–2 | 0–0 | 2–0 | 2–2 | 1–5 |     | 1–3 |     | 1–2 |     |     | 0–0 | 1–2 | 1–2 |
| Penya Encarnada         | 0–0 | 4–1 | 1–1 | 2–0 | 0–0 | 1–0 |     | 0–6 | 0–1 | 2–2 |     | 4–1 |     |     | 1–1 | 1–0 |     | 0–0 |     |     |
| Rànger's                | 3–2 | 4–0 | 2–2 | 2–0 | 3–0 | 0–1 | 6–2 |     | 1–0 | 0–1 | 1–1 |     | 2–3 | 5–0 |     |     |     |     |     |     |
| FC Santa Coloma         | 3–1 | 4–0 | 2–2 | 2–0 | 3–1 | 1–0 | 2–1 | 1–1 |     | 1–1 |     | 4–0 |     |     | 0–1 |     | 1–0 | 0–5 |     |     |
| UE Santa Coloma         | 1–0 | 4–0 | 0–0 | 5–0 | 2–2 | 2–1 | 2–1 | 0–1 | 0–1 |     |     |     |     | 6–0 |     |     | 2–0 | 1–1 | 1–2 |     |

1. ↑  Mecz nie odbył się. Obie drużyny przystąpiły do meczu w niepełnych składach. Obustronny walkower 3-0[1].

## Baraże o Primera Divisió
Esperança d’Andorra utrzymała miejsce w Primera Divisió na sezon 2025/2026. City Escaldes wystawiło w pierwszym meczu nieprawidłowy skład.
| 24 maja 2025 | City Escaldes | 0:2   | Esperança d’Andorra                                 |                                                             |
| 20:30        |               | (0:1) | 29' David Corominas Saura · 89' Roberto Lopez Lopez | CE Francesc Vila (Les Escaldes) Sędzia: Antoine Chiaramonti |

| 28 maja 2025 | Esperança d’Andorra | (wo.) | City Escaldes |                                                    |
| 20:30        |                     |       |               | Centre d'Entrenament de la FAF 1, Andorra La Vella |

## Najlepsi strzelcy
| Bramki | Strzelcy                                  | Drużyna                 |
| ------ | ----------------------------------------- | ----------------------- |
| 20     | Armando León                              | Rànger’s                |
| 20     | Guillaume Silvain López                   | Inter Club d’Escaldes   |
| 14     | Predag Daniel Muñoz Martínez              | Atlètic Club d’Escaldes |
| 13     | Sascha Fernando Andreu Lahrach            | Inter Club d’Escaldes   |
| 12     | Christian Henrique Mora de Oliveira Silva | Atlètic Club d’Escaldes |
| 12     | Borja Morales Osuna                       | Ordino                  |
| 12     | Rafael Baldrés Hermann                    | Inter Club d’Escaldes   |
| 11     | Alejandro Gómez de Gispert                | Atlètic Club d’Escaldes |
| 10     | Alexandre Llovet                          | Inter Club d’Escaldes   |
| 10     | Ricard Fernández                          | UE Santa Coloma         |
| 10     | Franco de Jesús                           | Penya Encarnada         |

Źródło: .